# Stefan Nillessen
Stefan Nillessen (* 2. Januar 2003) ist ein niederländischer Leichtathlet, der sich auf den Mittelstreckenlauf spezialisiert hat.

## Sportliche Laufbahn
Erste internationale Erfahrungen sammelte Stefan Nillessen im Jahr 2022, als er bei den U20-Weltmeisterschaften in Cali mit 3:50,36 min in der ersten Runde im 1500-Meter-Lauf ausschied und über 3000 Meter mit 8:16,34 min den Finaleinzug verpasste. Im Dezember gelangte er bei den Crosslauf-Europameisterschaften in Turin nach 18:15 min auf den 15. Platz im U20-Rennen. Im Jahr darauf siegte er in 3:43,35 min über 1500 Meter bei den U23-Europameisterschaften in Espoo und 2024 belegte er bei den Olympischen Sommerspielen in Paris in 3:30,75 min im Finale den neunten Platz. Im Dezember belegte er bei den Crosslauf-Europameisterschaften in Antalya in 18:12 min den vierten Platz in der Mixed-Staffel und gelangte im U23-Rennen nach 18:52 min auf den zwölften Platz. Im Jahr darauf belegte er bei den Halleneuropameisterschaften in Apeldoorn in 7:55,83 min den achten Platz im 3000-Meter-Lauf. Im Juni wurde er bei den Bislett Games in Oslon in 3:49,02 min Dritter über die Meile und anschließend wurde er bei der 1. Liga der Team-Europameisterschaft in Madrid in 3:39,97 min Zweiter über 1500 Meter. Daraufhin verteidigte er bei den U23-Europameisterschaften in Bergen in 3:44,87 min seinen Titel über 1500 Meter und gewann über 3000 m Hindernis in 8:20,48 min die Silbermedaille hinter dem Polen Maciej Megier.
2024 wurde Nillessen niederländischer Meister im 1500-Meter-Lauf im Freien sowie 2025 in der Halle.

## Persönliche Bestzeiten
- 800 Meter: 1:45,09 min, 9. Juni 2025 in Hengelo
- 1000 Meter: 2:15,78 min, 8. September 2024 in Zagreb
- 1500 Meter: 3:29,23 min, 20. Juni 2025 in Paris (niederländischer Rekord)
  - 1500 Meter (Halle): 3:37,08 min, 23. Februar 2025 in Apeldoorn
- Meile: 3:49,02 min, 12. Juni 2025 in Oslo
  - Meile (Halle): 3:52,70 min, 13. Februar 2025 in Liévin (niederländischer Rekord)
- 2000 Meter: 2:15,78 min, 8. September 2024 in Zagreb
  - 3000 Meter (Halle): 7:37,10 min, 7. Februar 2025 in Karlsruhe
- 5000 Meter: 13:23,22 min, 31. Mai 2025 in Nizza
- 3000 m Hindernis: 8:20,48 min, 20. Juli 2025 in Bergen